# Varga RMI-1
L'RMI-1, noto anche come X/H, fu un bimotore turboelica ad ala bassa sviluppato dall'ingegnere ungherese László Varga per conto della Repülő Műszaki Intézet (RMI) nei tardi anni trenta e rimasto allo stadio di prototipo.
Realizzato per testare operativamente le caratteristiche dei nuovi motori aeronautici turboelica Jendrassik Cs-1, a causa della complessità della messa a punto dei motori gli venne preferito il caccia pesante multiruolo Messerschmitt Me 210 con la conseguenza che il programma di sviluppo subì rallentamenti e radicali cambiamenti tali da arrestarne lo sviluppo.
L'unico esemplare non riuscì nemmeno ad essere portato in volo, rimanendo distrutto a causa di un bombardamento alleato nel corso della seconda guerra mondiale.

## Storia del progetto
Il progetto venne concepito al Műegyetem Aerotechnikai Intézetének, distaccamento dell'Università di Tecnologia e di Economia di Budapest ed in seguito diventato Repülő Műszaki Intézet (RMI), allo scopo di creare un velivolo in grado di utilizzare una nuova tecnologia nel campo dei motori aeronautici, il motore turboelica, a sua volta sviluppato dall'ingegnere György Jendrassik.

## Utilizzatori
Ungheria
- Magyar Királyi Honvéd Légierő (previsto)